# Dendrobium xanthoacron
Dendrobium xanthoacron är en orkidéart som beskrevs av Rudolf Schlechter. Dendrobium xanthoacron ingår i släktet Dendrobium och familjen orkidéer. Inga underarter finns listade i Catalogue of Life.